# The Bonzo Dog Doo-Dah Band
The Bonzo Dog Doo-Dah Band was een Britse underground beatband.

## Geschiedenis
De geschiedenis van de band begon op een Britse kunsthogeschool, waar Rodney Slater en Vivian Stanshall in 1962 de Bonzo Dog Dada Band oprichtten. Bonzo had betrekking op een animatiefiguur uit de jaren 1920 en Dada op het dadaïsme. Na talloze wisselingen bij de band werden in 1966 de twee eerste singles bij Parlophone opgenomen, echter zonder noemenswaardig succes.
In het begin speelde men anarchistische versies van songs uit de begindecennia van de 20e eeuw. Met de voortdurend wisselende bezetting veranderde ook het spectrum van de muziek. Men bediende zich van stilistische middelen van verscheidene muziekstromingen. Een constante waren echter de teksten, die steeds met schuine humor waren doordrenkt. In 1967 vond de wissel in Gerry Brons handen bij het label Liberty Records plaats met het eerste album Gorilla. Sindsdien beschouwde men de Bonzo's als muzikale tegenhanger van de legendarische Monty Pythons, waarmee ze al voor hun oprichting optraden in het tv-programma Do Not Adjust Your Set. Songs als Hello Mabel, Rhinocratic Oaths en Trouser Press kenmerkten de diepzinnige nonsense-humor, die een natuurlijke betrekking met de verdediger van de Neue Frankfurter Schule verbindt.
Het enige financiële succes in de Britse pophitlijst was het door Paul McCartney onder het pseudoniem Apollo C. Vermouth geproduceerde I'm the Urban Spaceman (1968). Een verdere binding met The Beatles was er door een optreden van de Bonzo's in de film Magical Mystery Tour. In een tafereel begeleidt de band een striptease-voorstelling. Ze speelden het nummer Death Cab for Cutie, waar de band Death Cab for Cutie haar naam aan ontleent.
Hoewel Gorilla (1967) nog op grond van de invloed van Slater en Roger Spear meer jazz-georiënteerd was, was The Doughnut in Granny's Greenhouse meer rock-georiënteerd. Tadpoles ging weer meer richting jazz, Keynsham toonde weer meer de rockige kant van de band.

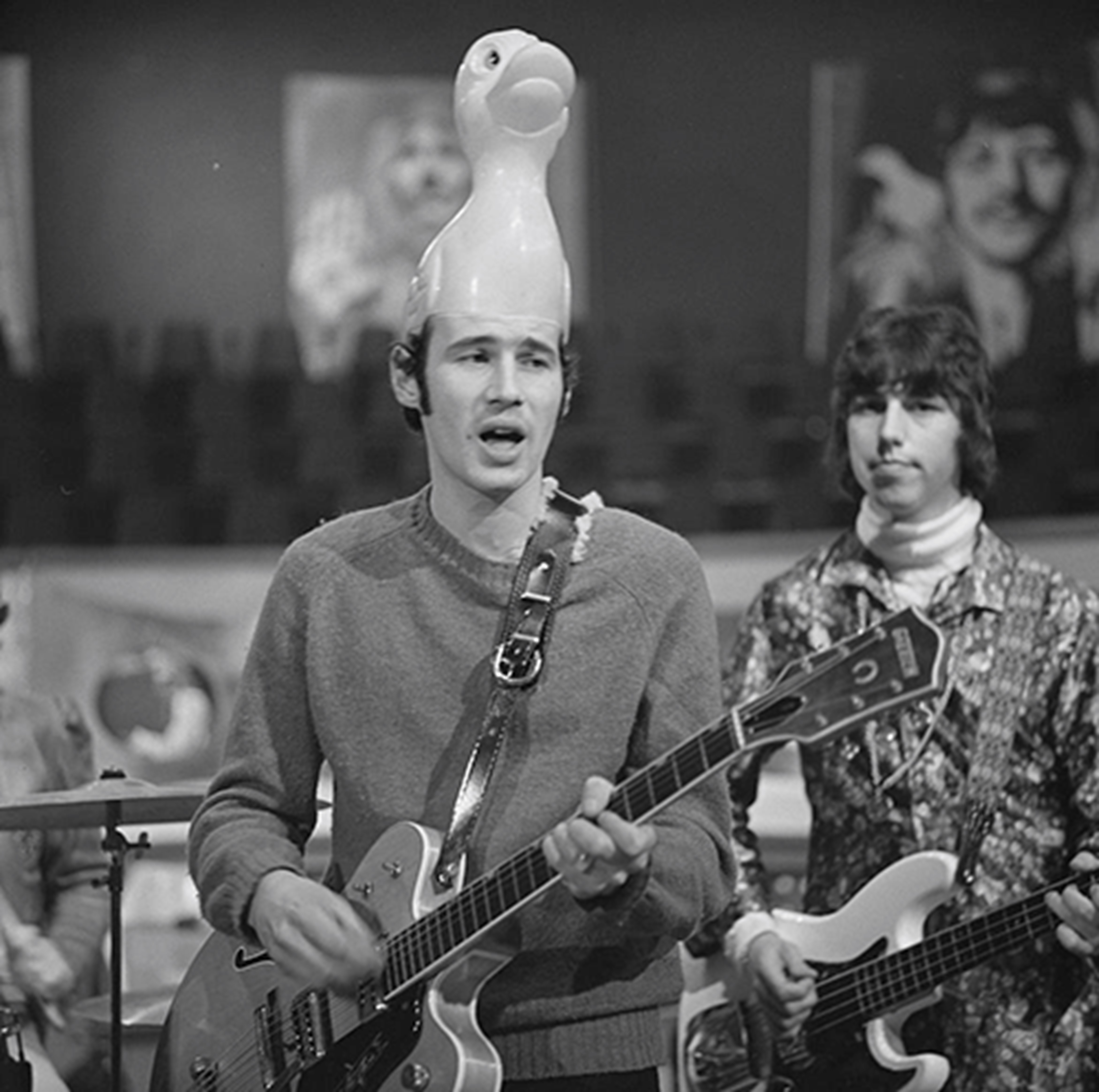
Neil Innes in Fenklup, 7 juni 1968
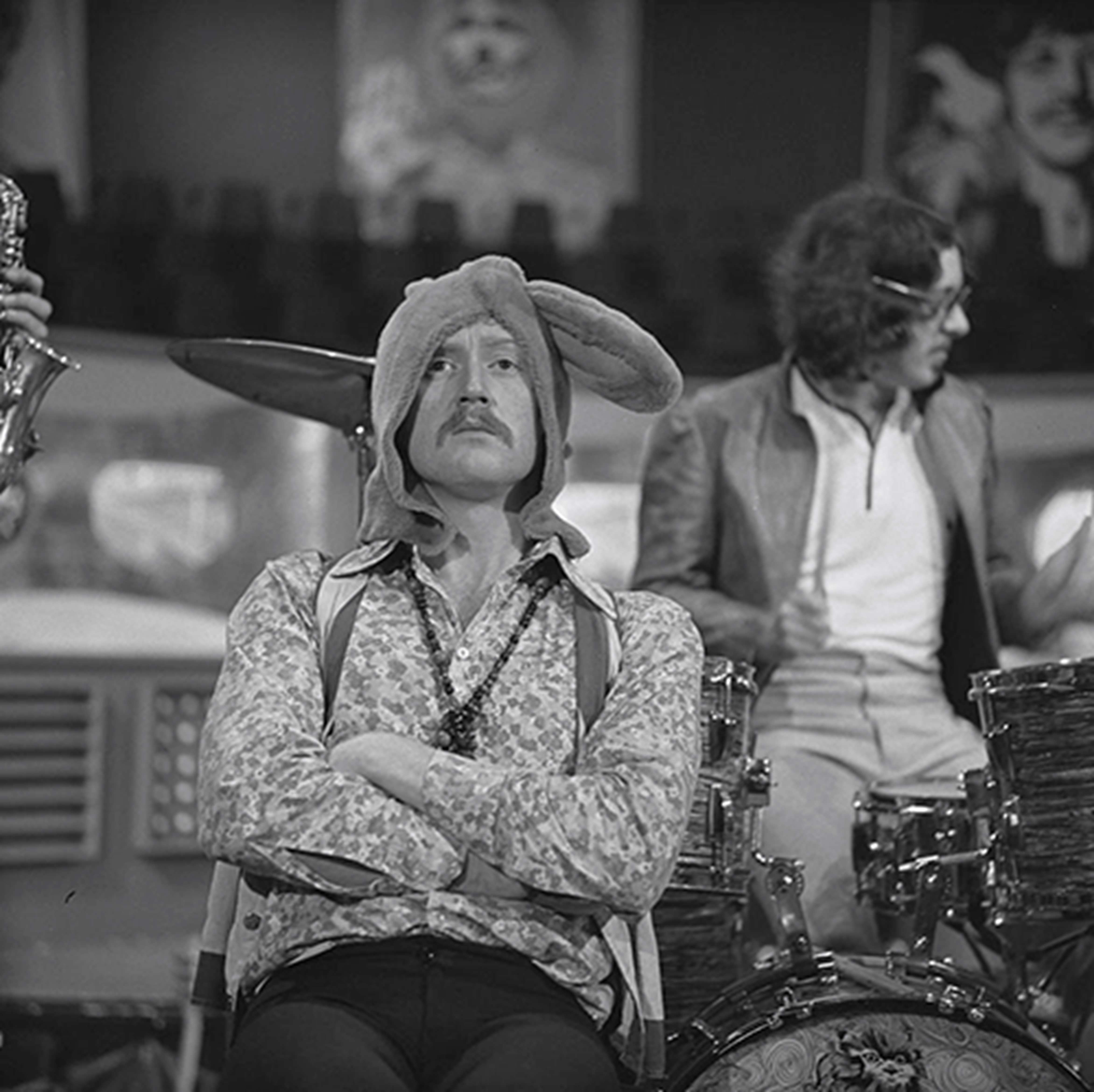
Vivian Stanshall in Fenklup
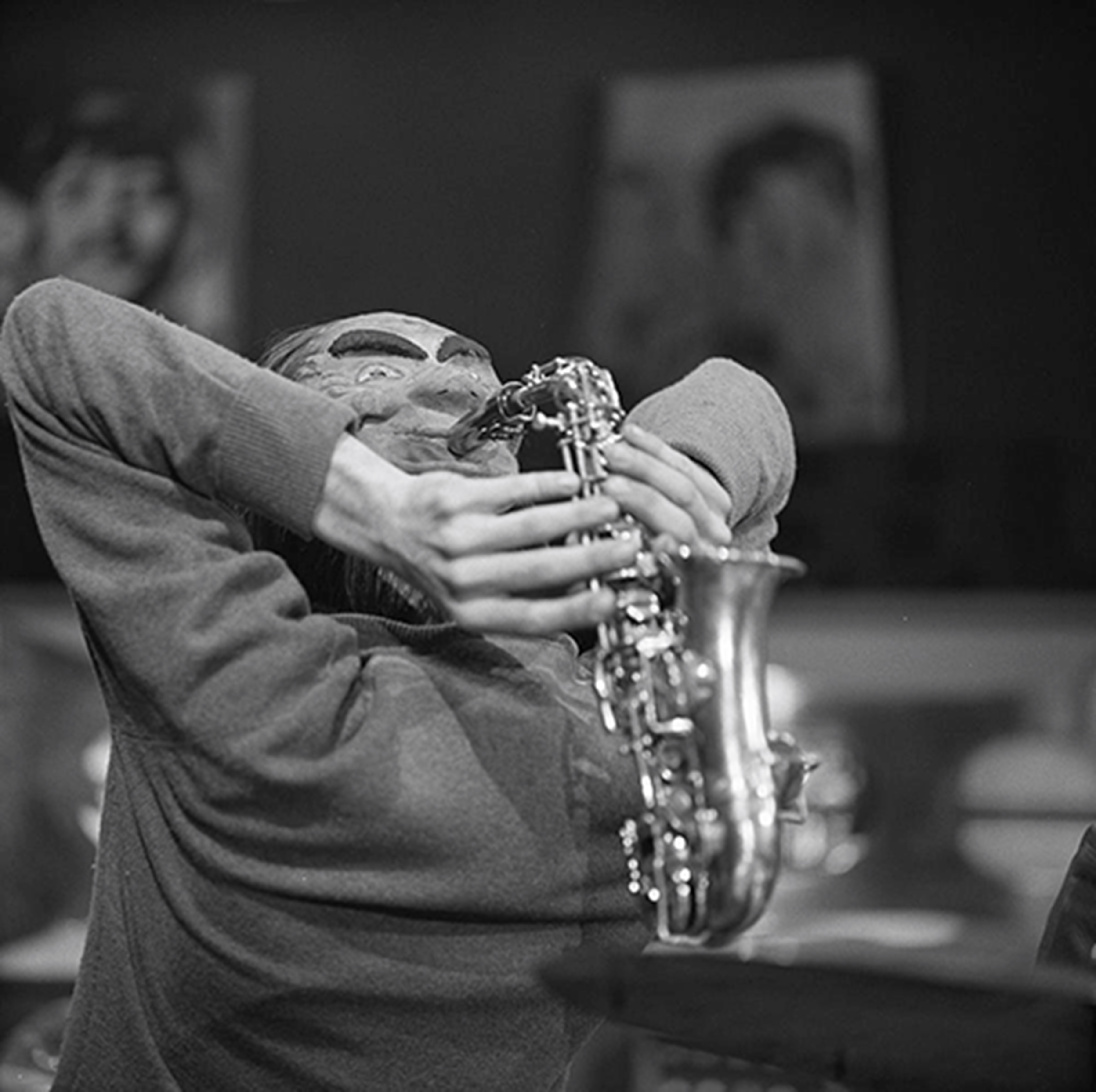
Roger Ruskin Spear (sax) in Fenklup

## Ontbinding en heroprichting
In 1970 werd de band ontbonden. Na een desastreuze Amerikaanse tournee, die voor Stanshall het begin van zijn ziekte betekende, maakten ze er een eind aan. Contractueel bleven ze verbonden bij hun label, waaraan ze nog een album waren verschuldigd. Stanshall, Dennis Cowan en Neil Innes namen in 1972 met gastmuzikanten het album Let's Make Up And Be Friendly op. Spear en Larry Smith leverden hun eigen maar muzikaal onbeduidende bijdragen. Slater werd slechts vermeld In Spirit.
Neil Innes werd vervolgens lid bij Monty Python's Flying Circus, speelde onder andere mee in Monty Python and the Holy Grail en schreef filmmuziek. Naast enkele soloalbums publiceerde hij in 1976 het album Rutland Weekend Television, samen met Pythonlid Eric Idle, die ook een belangrijke partner was voor het in 1978 verschenen album The Rutles: All You Need Is Cash, een parodie op The Beatles. Hij schreef een groot gedeelte van de songs voor de gelijknamige film en speelde Ron Nasty, de tegenpool van John Lennon. Later volgden tv-series, zoals The Innes Book of Records bij de Britse televisie en in 1997 een verder Rutlesproject Archaeology (naar de Beatlespublicatie Anthology).
Vivian Stanshall had enkele kortdurende bandprojecten als Big Hunt, Sean Head Showband, Gargantuan Chums en Kilgaron, die wegens Stanshalls labiele gezondheidstoestand niet lang bestonden. Hij nam vier soloalbums op, waarvan twee zuivere muziekplaten en twee grotendeels vertelde werken. Hij had zijn eigen radioserie Rawlinson Ends, schreef toneelstukken en films, zoals Crank en Stinkfoot. Op Tubular Bells van Mike Oldfield is hij te horen als Master of Ceremonies. Zijn psychische problemen zorgden aan het begin van de jaren 1990 voor vereenzaming en leidden in 1995 bij een brand in zijn woning tot zijn dood. Zijn tweede echtgenote Ki onderhoudt een Internetsite ter ere van Vivian Stanshall.
Roger Ruskin Spear nam een ep, twee soloalbums en een verdere single op in 1978 onder het pseudoniem Tatty Ollity. Na problemen met zijn gehoor werkte hij later als docent aan het Chelsea Art College in Londen.
Rodney Slater werd maatschappelijk werker. Hij kwam tot aan de heroprichting niet meer voor op lp en cd, maar speelde wel live met The Wites Scandals, zijn New Titanic Band en met Spears bij Bill Posters Will Be Band.
Legs Larry Smith verdween na slechts een obscure single (uit de film The Producer van Mel Brooks) en trad in het kaderprogramma van Elton John op. Tijdens de jaren 1980 zag men hem in de buurt van George Harrison, voor wie hij de cover ontwierp voor diens album Gone Troppo.
Dennis Cowan verscheen in 1970 nog eens bij Stanshalls Big Grunt, waarna hij zich voegde bij Neil Innes' Band of the World. Ook op het laatste Bonzoalbum Let's Make Up And Be Friendly speelde hij mee. Cowan werkte in 1973 mee als bassist bij de Londense toneelbewerking van The Rocky Horror Picture Show. Daarna ging hij spelen bij de band Darien Spirit, die het album Elegy to Marilyn opnamen. Kort na het uitbrengen overleed hij in 1975 aan een buikvliesontsteking. Voor hem schreef Vivian Stanshall de tekst voor Vacant Chair, waarvoor Steve Winwood de muziek schreef.
Dave Clague richtte met Kevin Coyne de band Siren op, verscheen nog bij Spears eerste album, maar verdween daarna weer. Later bracht hij op zijn eigen label DJC het eerste Spear-album uit op cd en stelde het album Anthropolgy met niet gepubliceerde Bonzo-opnamen samen. Aan het begin van de nieuwe eeuw werkte hij mee in de coverband Wypeout.
Vernon Dudley Bowhay-Nowell, geboren in 1932 en al tijdens de Bonzoperiode al relatief oud, nam slechts een ep op als Vernons Banjo Trio, maar voegde zich later met Sam Spoons bij Bob Kerrs Whopee Band. Bob Kerr, Sam Spoons en ook Spear en Slater speelden vanaf 1983 kortstondig in de Bill Posters Will Be Band. Kerr en Spoons spelen tegenwoordig samen in Bob Kerrs Whopee Band. Slater zou in de jaren 1990 nog saxofoon spelen op enkele nummers van de housegroep Fortran 5. Over het verblijf van de overige muzikanten is weinig of niets bekend.
Op 28 januari 2006 gaven de oorspronkelijke leden Innes, Spear, Slater, Smith, Bohay-Nowell, Spoons, Kerr en Andy Roberts een concert in het Londense Astoria. Als gastzanger traden op: Ade Edmondson, Phill Jupitus, Paul Merton en Stephen Frey. De dvd van dit concert verscheen in mei. In november 2006 kwam de band weer samen voor een tournee in Engeland met 12 concerten. In de zomer van 2007 werd in Suffolk het studioalbum Pour l'amour des chiens opgenomen, dat in december 2007 verscheen.
Roger Ruskin Spear, Rodney Slater en Sam Spoons hadden weer plezier gevonden in de samenwerking en formeerden samen met pianist Dave Glasson de band Three Bonzos and a Piano. Bij meerdere concertreeksen in het zuiden van Engeland werden ze meermaals begeleid door Andy Roberts, Legs Larry Smith en/of Vernon Dudley-Bowhay Nowell. In februari 2010 verscheen de cd Hair of the Dog. In de zomer van 2012 publiceerden de Three Bonzos and a Piano hun tweede album Bum Notes. Legs Larry Smith heeft zijn minimusical Call Me Adolf in eigen productie opnieuw gepubliceerd (verkrijgbaar via zijn website).
Neil Innes formeerde in 2011 samen met Ade Edmondson, Rowland Rivron en Phill Jupitus de Idiot Bastard Band op, die echter uitsluitend live optraden. In 2016 verhuisde Neil Innes naar Frankrijk om zich grotendeels terug te trekken uit de business.
Three Bonzos and a Piano toerden later als Almost the Bonzo Dog Doo-Dah Band verder. Aan het eind van 2014 ontbond Spears de band en formeerde met Sam Spoons en vroegere leden van de Bill Posters Will Be Band de band Bonzo Bills. Rodney Slater leidde de band verder en gaf met gastzangers enkele concerten, waarvan een 50ste verjaardag livealbum werd gepubliceerd (I Should Koko!). Naast de Bonzo Dog Doo-Dah Band toert Slater met Rodney Slaters Parrots, waartoe ook de drummer John Halsey van The Rutles behoort.

## Bezetting
- Neil Innes (zang, gitaar, piano e.a.) – in de band van 1964 tot 1972 en 1987 (voor de reünie-single) en van 2006 tot 2015
- Vivian Stanshall (zang, ukulele, tuba e.a.) – in de band van 1962 tot 1972 en 1987 (voor de reünie-single) (overleden in 1995)
- Roger Ruskin Spear (blaasinstrumenten, robot, zang) – in de band van 1965 tot 1972 en 1987 (voor de reünie-single) en van 2006 tot 2014
- Rodney Desborough Slater (blaasinstrumenten, zang) – in de band van 1962 tot 1970 en 1987 (voor de reünie-single) en van 2006 tot heute
- 'Legs' Larry Smith (drums, zang) – in de band van 1965 tot 1972 en 1987 (voor de reünie-single) en van 2006 tot heden
- Dennis Cowan (bas) – in de band van 1968 tot 1972 (overleden in 1975)
- Joel Druckman (bas) – in de band sinds de zomer van 1968
- Dave Clague (bas) – in de band sinds het begin van 1968
- Vernon Dudley Bowhay Nowell (banjo, bas, zaag, zang) – in de band van 1964 tot 1967 en van 2006 tot heden
- Sam Spoons (echte naam Martin Ash) (percussie, zang) - in de band van 1964 tot 1967 en van 2006 tot heden
- Bob Kerr (blaasinstrumenten, zang) – in de band sinds de zomer van 1966 (later New Vaudeville Band, daarna tot heden Bob Kerr's Whopee Band) en van 2006 tot heden
- Voorts in den vroege formaties Chris Jennings, Roger 'Happy Wally' Wilkes (tegenwoordig Jollity Farm Band), Tom Parkinson (tegenwoordig tv-producent in Australië), Claude Abbo, Trevor Brown, Tom Hedge (overleden in 2016), Leon Williams, Martin Fry (voorheen Temperance Seven), John Parry (later Pasadena Roof Orchestra), Ray Lewitt (voorheen Gerry Brown's Jazzmen), 'Big' Sid Nicholls, Jon Eedy, Ivan Sampson, Ian Cunningham, Ed Chamberlain, Mike Parkinson, Nick Harper, John Bear
- In latere formaties 'Borneo' Fred Munt (ex-roadie), Chalky Chalkey, Aynsley Dunbar, Jim Capaldi (Traffic), Anthony 'Bubs' White, Andy Roberts (ex-Liverpool Scene, The Scaffold, Grimms, tegenwoordig Plainsong), Dave Richards, Dick Parry, Hughie Flint (McGuinness Flint), Glen Colson
- Bij de hereniging in 2006 Stephen Fry, Ade Edmondson (The Young Ones, Bad News, Bad Shepherds), Phill Jupitus en Paul Merton
- In verdere formaties sinds 2006 Michael Livesley, David Catlin-Birch, David Glasson, Malcolm Sked, John Halsey e.a.

## Discografie

### Singles
- 1966: My Brother Makes the Noises for the Talkies / I'm Going to Bring a Watermelon to My Girl Tonight
- 1966: Alley Oop / Button Up Your Overcoat
- 1967: The Equestrian Statue / The Intro and the Outro
- 1968: I'm the Urban Spaceman / Canyons of Your Mind
- 1969: Mr. Apollo / Ready-Mades
- 1970: I Want to Be with You / We Were Wrong
- 1970: You Done My Brain In / Mr Slater's Parrot
- 1972: Slush / Music From Rawlinson End (single op naam van Neil Innes) (teruggetrokken uit de publicatie)
- 1972: Slush / Slush (promo-versie)
- 1972: King of Scurf / Slush
- 1992: No Matter Who You Vote for the Government Always Gets In (Heigh Ho)

### Albums
- 1967: Gorilla
- 1968: The Doughnut in Granny's Greenhouse
- 1969: Tadpoles
- 1969: Keynsham
- 1972: Let's Make Up and Be Friendly
- 1996: Anthropoly (niet gepubliceerd materiaal)
- 1996: The Complete BBC Recordings
- 2007: Pour l'amour des chiens
- 2015: I Should Koko! (live)
- 2016: With A Little Help (deels al gepubliceerd materiaal)
- 2006: The End Of The Show (4 cd-set: You May Adjust Your Set, "Bilzen Festival 1969", Jollity Farm (live 2006 Shepherd's Bush) en de cd With A Little Help)

### Compilaties en diversen
- 1970: The Best of the Bonzos
- 1971: The Alberts, The Bonzo Dog Doo Dah Band, The Temperance Seven
- 1971: Beast of the Bonzos
- 1974: The History of the Bonzos
- 1983: Some of the Best of the Bonzo Dog Band
- 1984: The Very Best of the Bonzo Dog Doo-Dah Band
- 1990: The Bestiality of the Bonzos
- 1990: The Best of the Bonzo Dog Band
- 1990: The Peel Sessions (4-nummerige ep 12" & cdsingle)
- 1992: Cornology (3-cd set)
- 1995: Unpeeled
- 1999: Anthropology: The Beast Within
- 2000: New Tricks
- 2002: The Complete BBC Recordings (herziene heruitgave van Unpeeled)
- 2006: Wrestle Poodles... And Win! (live-concert vanuit het Astoria)
- 2007: Uitgebreide EMI cd remasters van alle vijf oorspronkelijke studio-lp's, inclusief zeldzame en onuitgebrachte bonustracks
- 2010: Songs the Bonzo Dog Band Taught Us: A Prehistory of the Bonzos ('20s & '30s novelty songs later gecoverd door The Bonzos)
- 2011: A Dog's Life (3-cd set – herziene heruitgave van Cornology met de remasters van 2007)
- 2013: Two Original Classic Albums (budget heruitgave van Gorilla en Doughnut remasters)
- 2014: Original Album Series (eerste vijf albums in mini-LP hoezen)
- 2017: The End of the Show: Lost Treasures 1967–2016 (4-CD box met zeldzaam live- en studiomateriaal)

## Videografie
- 1967: Do Not Adjust Your Set (9 edities uitgebracht in 2005, Bonzo Dog Band brengt een nummer in elke editie )
- 1967: Magical Mystery Tour (Bonzo Dog Band vertolkt Death Cab For Cutie)
- 2005: Inside The Bonzo Dog Doo Dah Band: A Critical Review (2 dvd's + boek van 50 pagina's door Chris Welch)
- 2006: The Bonzo Dog Doo-Dah Band 40th Anniversary Celebration (London Astoria Theatre, 28 januari 2006)
- 2007: Pour l'Amour des Chiens (disc 2, dvd—fragmenten uit bovenstaand concert)

## Solopublicaties
Vivian Stanshall
- 1974: Men Opening Umbrellas Ahead
- 1978: Sir Henry at Rawlinson End
- 1981: Teddy Boys Don't Knit
- 1983: Sir Henry at Ndidi's Kraal

Singles (niet op albums):
- 1970: Suspicion / Blind Date (wel op het compilatiealbum The History of the Bonzos)
- 1970: Labio-Dental Fricative / Paper-Round
- 1974: Lakonga / Baba Tunde
- 1976: The Young Ones / Are You Having Any Fun / The Question

Roger Ruskin Spear
- 1971: Rebel Trouser Suite (ep)
- 1972: Electric Shocks
- 1973: Unusual
- 1978: Punktuation / Never Swat a Fly (single) (als lid van Tatty Ollity)
- 2003: in verschillende collaboraties op: Dave Glasson – Hernia Years (compilatie)

Neil Innes
- 1970: Lucky Planet (als lid van The World)
- 1973: How Sweet to Be an Idiot
- 1972: Grimms (als lid van Grimms)
- 1973: Rocking Duck (als lid van Grimms)
- 1976: Sleepers (als lid van Grimms)
- 1977: Eric Idle & Neil Innes: Rutland Weekend Songbook
- 1977: Taking Off
- 1978: The Rutles – All You Need Is Cash (als lid van The Rutles)
- 1979: Innes Book of Records
- 1982: Off the Record
- 1996: Archaeology (als lid van The Rutles)
- 2003: Recollections 1
- 2004: Recollections 2
- 2004: Recollections 3
- 2005: Works in Progress
- 2005: Live at Martyrs
- 2005: Dogman (kinderverhaal, verteld door Phill Jupitus, 5 songs van Neil Innes)
- 2013: Neil Innes & Fatso Farewell Posterity Tour
- 2014: Live + Raw (als lid van The Rutles)

Legs Larry Smith
- 1970: Topo D. Bil: Witchi Tai To (single)
- 1978: Springtime for Hitler (single)
- 2001: Call Me Adolf (Springtime for Hitler single met drie verdere nummers)(2001)

Three Bonzos and a Piano
- 2010: Hair of the Dog
- 2012: Bum Notes